# Beira Mar (Aveiro)

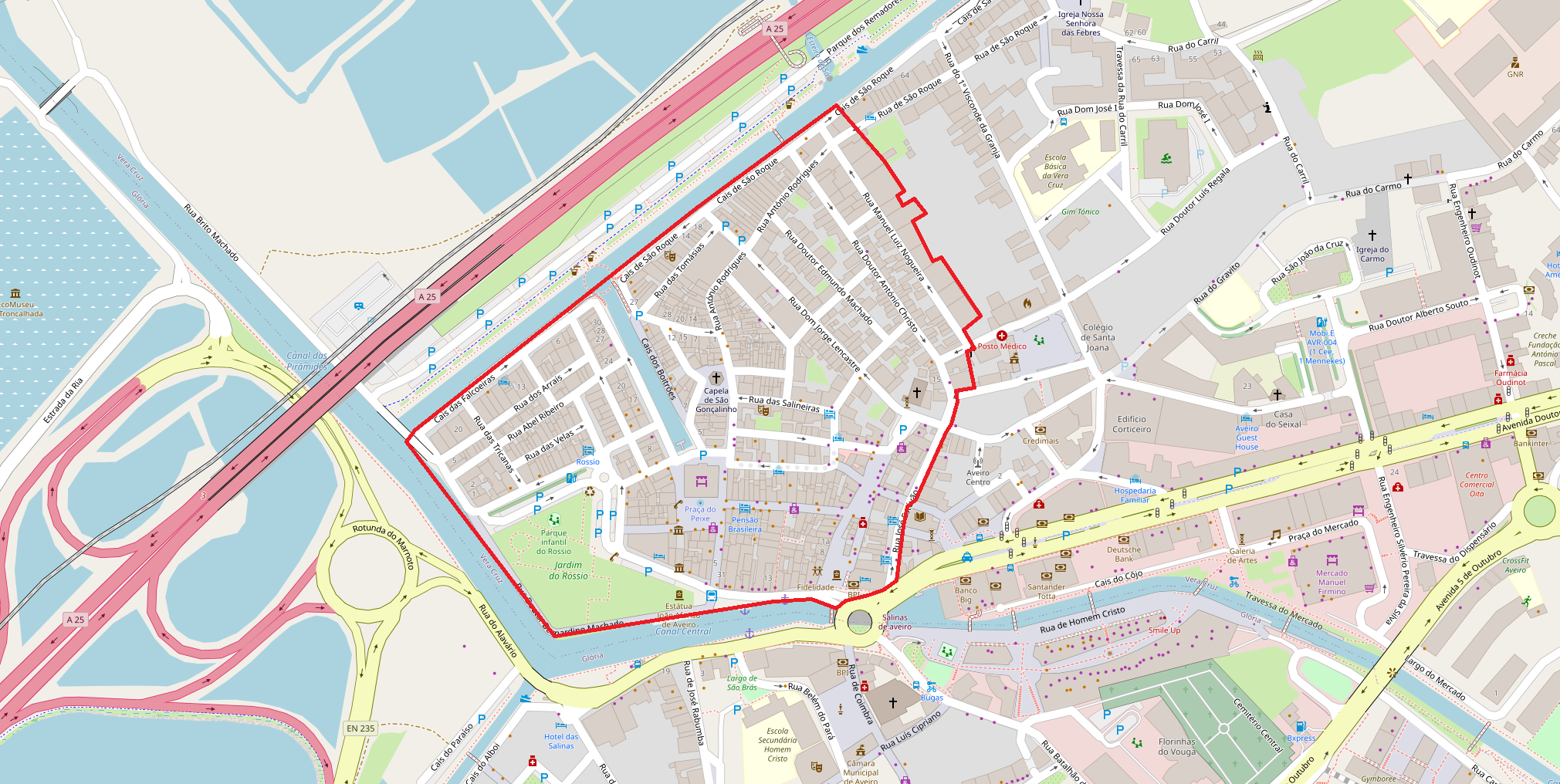
Limites do bairro da Beira Mar, no centro de Aveiro.

Beira Mar é um bairro no centro da cidade de Aveiro, Portugal, na freguesia de Glória e Vera Cruz.
Chamado originalmente "Vila Nova", por se localizar fora das muralhas medievais que cercavam Aveiro, a sul do Canal Central, este bairro é delimitado a sul por este canal, a oeste pelo Canal das Pirâmides, a norte pelo Canal de São Roque e a este pelas ruas de José Estevão e de Manuel Luiz Nogueira.
Os residentes deste bairro são tradicionalmente apelidados de cagaréus, enquanto que os residentes a sul do Canal Central são apelidados de ceboleiros. Esta divisão, formalizada tradicionalmente pela muralha, originou igualmente algumas rivalidades entre os habitantes destas zonas.

Trata-se de uma das principais zonas turísticas da cidade, englobando importantes pontos turísticos, como o Jardim do Rossio ou a Praça do Peixe. A Capela de São Gonçalinho, localizada no centro do bairro, é palco das principais e tradicionais festividades da cidade, as Festas em Honra de São Gonçalinho. Encontram-se também aqui localizados alguns dos melhores exemplos de Arte Nova da região, como a Casa do Major Pessoa (atual Museu de Arte Nova).

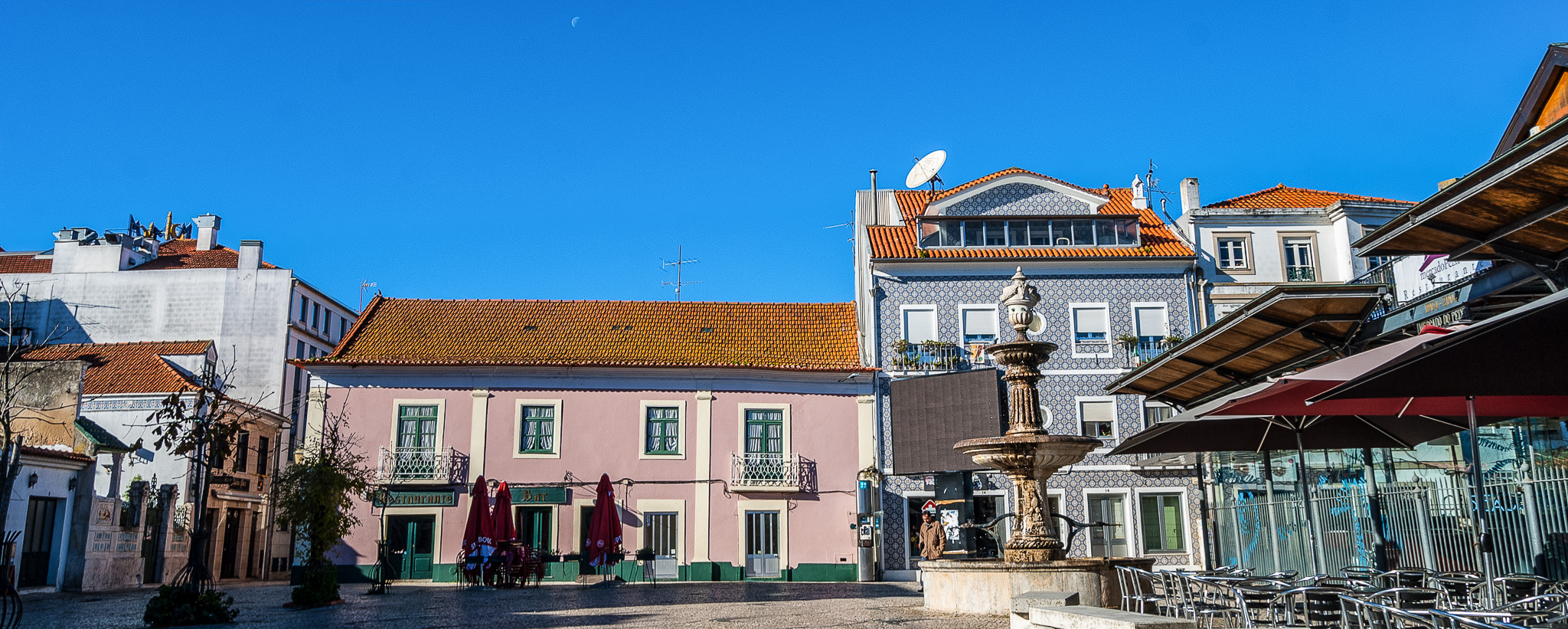
Praça do Peixe, no centro do bairro.